# Ratufa bicolor
La ardilla gigante negra o ardilla gigante malaya (Ratufa bicolor) es una especie de roedor esciuromorfo de la familia Sciuridae nativo de la región indomalaya. Se distribuye en los bosques del norte de Bangladés, el noreste de la India, el este de Nepal y Bután, el sur de China, Myanmar, Laos, Tailandia, Malasia, Camboya, Vietnam y el oeste de Indonesia.

## Descripción
La longitud de la cabeza y el cuerpo oscila entre 35 a 58 cm de largo, y la cola llega a medir hasta 60 cm de longitud, con una longitud total de hasta 118 cm. La parte superior, las orejas y la cola son de color marrón oscuro a negro con el vientre de color beige.

## Hábitat
La distribución de esta especie incluye una variedad de regiones biológicas que todos comparten el carácter común de ser boscosas. Se extiende en elevaciones de hasta al menos 1400 metros sobre el nivel del mar, en algunos de los terrenos más abruptos en el mundo. Sin embargo, en las últimas décadas, su hábitat ha sido invadido de manera constante por asentamientos humanos, la extracción de madera y la agricultura, que junto con la caza excesiva por depredación humana en partes de su área, se ha traducido en una pérdida total de hasta un 30% de su población en los últimos diez años. Sin embargo, en algunos lugares esta especie está protegida de la caza por la ley o por tradición.
En el sur de Asia habita bosques de coníferas y de hoja ancha. En el sudeste asiático vive en bosques de hoja perenne, de hoja ancha y semiperennes, pero rara vez se ve en bosques de coníferas. En las selvas tropicales de la península de Malaca e Indonesia, no es tan abundante como en otros lugares de su área de distribución, probablemente debido a la competencia de otras especies arbóreas (especialmente primates) que se alimentan en el dosel superior del bosque.
Entre los mejores lugares para avistar a esta especie esta el parque nacional de Kaziranga en el estado de Assam, India.

## Comportamiento
Es una especie diurna y arbórea, pero a veces desciende por desde el dosel del bosque para alimentarse en el suelo. Rara vez entra plantaciones y asentamientos humanos, prefiriendo los bosque salvajes.
Su dieta consiste en semillas, piñas, frutos y hojas. Es principalmente una especie solitaria, durante la reproducción la camada consiste de 1-2 crías.

## Taxonomía
Se requieren más estudios para determinar si Ratufa bicolor representa en realidad varias especies similares.
La siguiente tabla enumera las diez subespecies reconocidas de  Ratufa bicolor , junto con los sinónimos asociados a cada subespecie:

| Subespecie        | Autoridad                   | Sinónimos                                                                         |
| ----------------- | --------------------------- | --------------------------------------------------------------------------------- |
| R. b. bicolor     | Sparrman (1778)             | albiceps, baliensis, humeralis, javensis, leschnaultii, major, sondaica           |
| R. b. condorensis | Kloss (1920)                | ninguna                                                                           |
| R. b. felli       | Thomas and Wroughton (1916) | ninguna                                                                           |
| R. b. gigantea    | McClelland (1839)           | lutrina, macruroides                                                              |
| R. b. hainana     | J. A. Allen (1906)          | stigmosa                                                                          |
| R. b. leucogenys  | Kloss (1916)                | sinus                                                                             |
| R. b. melanopepla | Miller (1900)               | anambae, angusticeps, dicolorata, fretensis, penangensis, peninsulae, tiomanensis |
| R. b. palliata    | Miller (1902)               | batuana, laenata                                                                  |
| R. b. phaeopepla  | Miller (1913)               | celaenopepla, marana                                                              |
| R. b. smithi      | Robinson and Kloss (1922)   | ninguna                                                                           |